# Kungen av Atlantis
Kungen av Atlantis är en svensk film i regi av Marina Nyström och Soni Jorgensen, med manus av Simon Settergren samt Ursula Fogelström med premiär den 1 mars 2019. Filmen visades i SVT1 i juli 2021 och på långfredagen 2022.

## Rollista (urval)
- Simon Settergren – Samuel
- Philip Zandén – Magnus
- Happy Jankell – Cleo
- Katarina Ewerlöf – Monica
- Anki Larsson – Angelika
- Isabelle Kyed – Josefine
- Inga Landgré – dam i väntrummet
- Ursula Fogelström – tandläkaren
- Margareta Pettersson – grannen Ylva
- Mats Qviström – grannen
- Samuel Haus – skötaren Kim